# Хьюго, Чад
Чад Хьюго (англ. Chad Hugo; род. 24 февраля 1974) — современный американский композитор, продюсер и певец в стиле хип-хоп.

## Биография
Чарльз Эдвард Хьюго (Charles Edward Hugo) родился в Портсмуте (штат Виргиния) 24 февраля 1974 года, имеет филиппинские корни. Его детство прошло в Виргинии.
Летом после седьмого класса, во время каникул, Чед Хьюго знакомится в детском лагере с Фарреллом Уильямсом, и ребята вместе начинают пробовать себя в музыке.
Позже они слоняются по разным музыкальным группам, пытаясь найти свой стиль и призвание. Идут годы, неразлучные друзья Чед и Фаррелл продолжают мечтать о музыкальной карьере. Их музыка все не находит своего слушателя, но парни не унывают.

## Начало карьеры
Первый успех приходит в конце девяностых, когда их «находит» Пафф Дэдди, имеющий репутацию человека с чутьем на таланты. Именно он предлагает The Neptunes (они уже имеют это название) сделать бит для Ma$e, одного из его «плохих парней».
Трек «Looking At Me» становится только стартом, за которым последует по-настоящему успешный «Superthug» для «N.O.R.E.» в 1998 году.
Год спустя «The Neptunes» уже работают над альбомом «Nigga Please» для «Ol` Dirty Bastard». И Чед Хьюго с Фарреллом Уильямсом становятся молодыми, но многообещающими продюсерами. 2000 год приносит ошеломляющий успех южному рэперу Mystikal, которым он обязан исключительно «The Neptunes». Решающую роль в успехе альбома сыграли биты «The Neptunes». Именно в это время они сумели показать, на что способны: разные музыкальные стили, направления и волны оказываются для них не проблемой. И все работы, сделанные в этот период, оказываются успешными и для них, и для тех, с кем они потрудились. «The Neptunes» становятся первыми поп-звездами среди продюсеров.

## Вклад в современную музыку
В 2001 году «The Neptunes» вместе со своим приятелем по имени Shay создают группу «N*E*R*D*» (No one Ever Really Dies). N.E.R.D — практически рок-группа, её музыка — смесь рока, фанка и хип-хопа. На счету группы два альбома: «In Search of…» (2001 год) и «Fly Or Die» (2004 год).
В 2003 году выходит первый альбом «Neptunes presents… Clones», проданный в первую неделю тиражом 250 000 копий.
Сейчас «The Neptunes» уже не просто продюсеры, которых приглашают для записи одного-двух треков. Они создали собственный продюсерский лейбл «Star Trak» и самостоятельно «ведут» нескольких артистов, целиком и полностью занимаясь их карьерой.

## Личная жизнь
Чед Хьюго при всей своей популярности остается примерным семьянином, его главной чертой характера является задумчивость. Совершенно разные со своим напарником и другом детства, вертлявым Фарреллом, они, тем не менее, являют собой очень крепкий творческий дуэт.